# Mary Dann

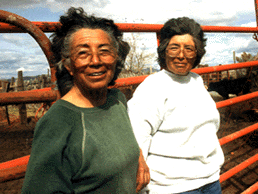
Mary Dann (links) mit ihrer Schwester Carrie Dann auf ihrer Familienranch in Crescent Valley, Nevada, USA (Sommer 1992)

Mary Dann (* 1. Januar 1923 in Eureka County, Nevada; † 22. April 2005 in Crescent Valley, Nevada) war eine US-amerikanische Umweltaktivistin indianischer Abstammung.
Mary Dann war Shoshone-Indianerin und Rancherin. Sie trat für die Rechte ihres Volkes, für Umweltschutz und gegen die Atombombenversuche in Nevada (Nevada Test Site, NTS) ein. Zusammen mit ihrer Schwester Carrie erhielt sie 1993 den Right Livelihood Award.
Sie starb 2005 bei einem Unfall in der Nähe ihrer Ranch.